# Épervier minule
Tachyspiza minulla
Espèce
Statut de conservation UICN

 LC  : Préoccupation mineure
Statut CITES
L'Épervier minule (Tachyspiza minulla) est une espèce d'oiseau de la famille des Accipitridae.

## Description

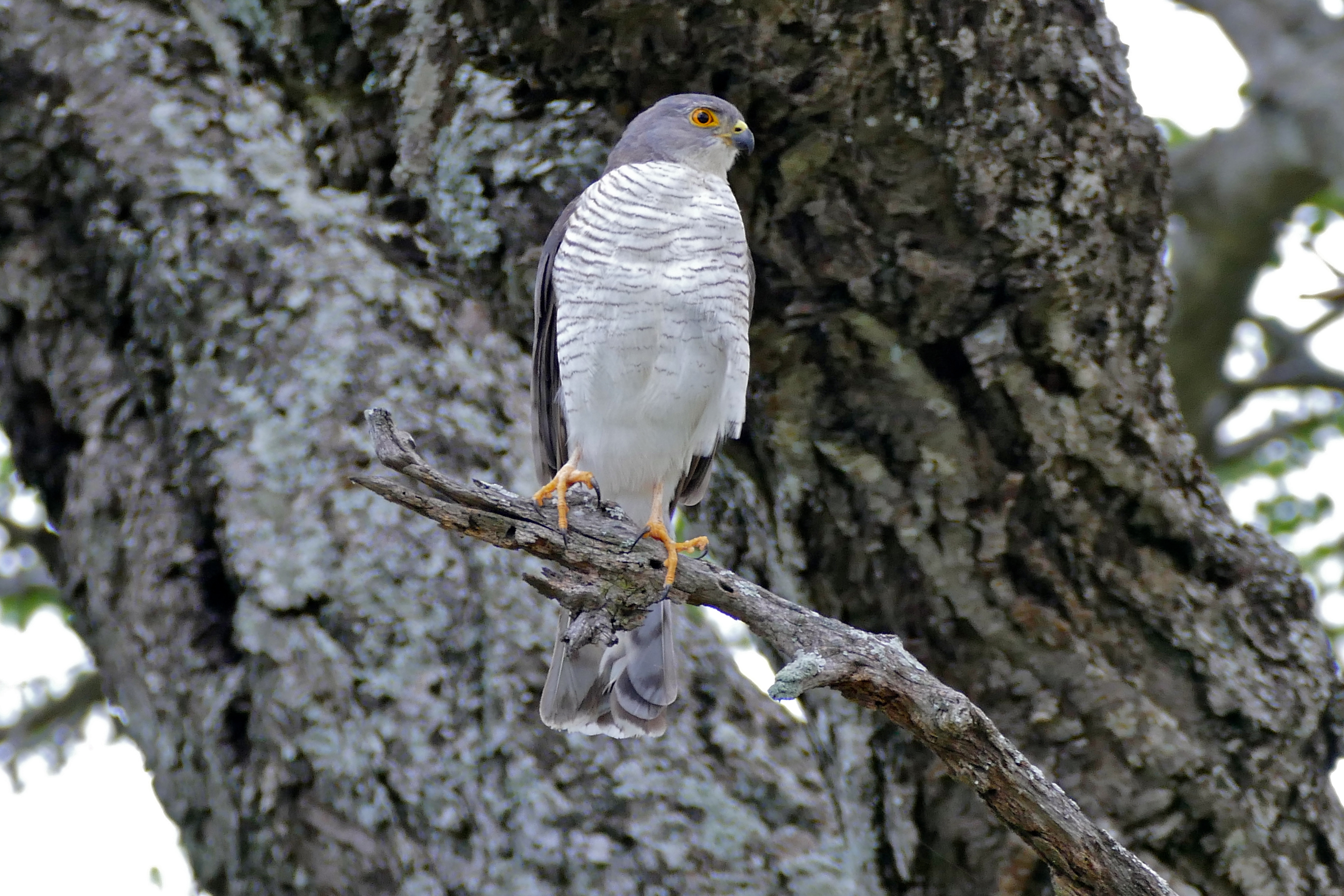
..au parc national Kruger, Afrique du Sud

## Répartition et sous-espèces
Selon la classification de référence du Congrès ornithologique international (15.1, 2025) il se répartit en deux sous-espèces (ordre philogénique) :
- T. m. tropicalis (Reichenow, 1898) — littoral du sud de la Somalie au Mozambique ;
- T. m. minulla (Daudin, 1800) — régions semi-boisées du centre/est d'Afrique subsaharienne.